# DJ Kicken vs Mc-Q
DJ Kicken vs Mc-Q zijn twee Nederlandse dj's die begin 2004 in de clubs een bescheiden hit hadden met Ain't no party (like an alcoholic party) en een jaar later in begin 2005 met Happy together.
DJ Kicken begon in 1984 als dj en in 2001 als producer. Bekende nummers van zijn hand zijn onder andere I wanna dance with somebody, Let me hear you en What's up van Salou Sl feat. Joyze. Hij werkt als dj vooral in het zuiden van Nederland (onder andere in Heerlen, Valkenburg, Weert en Beek). Zijn broer Patrick Kicken is een bekende radiodeejay. Tegenwoordig is DJ Kicken meer te vinden als solo-artiest. Vaak gecombineerd met 90's-dj's, of andere artiesten uit de jaren negentig.
Mc-Q begon begin 1990 als dj. Als MC (Master of Ceremony) heeft hij vele dansfeesten gehost, zoals Peppermill (Heerlen) en Pinkpop (Landgraaf).

## Discografie

### Singles
| Single met eventuele hitnotering(en) in de Nederlandse Top 40 | Datum van verschijnen | Datum van binnenkomst | Hoogste positie | Aantal weken | Opmerkingen                 |
| ------------------------------------------------------------- | --------------------- | --------------------- | --------------- | ------------ | --------------------------- |
| Zoene! zoene!                                                 | 2003                  | 13-09-2003            | 36              | 2            | met Earforce & Wesley       |
| Happy together                                                | 2005                  | 26-03-2005            | 29              | 2            | als DJ Kicken vs. MC-Q      |
| Slippers                                                      | 2008                  | 16-08-2008            | tip16           | -            | als DJ Kicken met Def Rhymz |

| Single met hitnotering(en) in de Vlaamse Ultratop 50 | Datum van verschijnen | Datum van binnenkomst | Hoogste positie | Aantal weken | Opmerkingen                       |
| ---------------------------------------------------- | --------------------- | --------------------- | --------------- | ------------ | --------------------------------- |
| Ain't no party (Like an alcoholic party)             | 2004                  | 14-08-2004            | 8               | 17           | als DJ Kicken vs. Mc-Q            |
| I wanna dance with somebody                          | 21-01-2005            | 29-01-2005            | 14              | 10           | als Kicken & DJ Alive             |
| Happy together                                       | 2005                  | 02-07-2005            | 42              | 5            | als DJ Kicken vs. Mc-Q            |
| Nasty creep                                          | 2006                  | 04-02-2006            | 10              | 9            | als DJ Kicken vs. Sonic Solutions |
| The sequel (Lalala...)                               | 2006                  | 08-07-2006            | 24              | 5            | als DJ Kicken vs. Sonic Solutions |
| Louder (Oeh oeh)                                     | 2007                  | 07-07-2007            | 45              | 1            | als DJ Kicken                     |